# Liste der färöischen Außenminister
Diese Liste der färöischen Außenminister listet alle färöischen Außenminister seit 2008 auf.
| Antritt            | Abgang             | Außenminister      | Leben  | Partei            | Regierung                                                                   |
| ------------------ | ------------------ | ------------------ | ------ | ----------------- | --------------------------------------------------------------------------- |
| 4. Februar 2008    | 15. September 2008 | Høgni Hoydal       | * 1966 | Tjóðveldi         | Landesregierung Jóannes Eidesgaard II                                       |
| 26. September 2008 | 19. Januar 2011    | Jørgen Niclasen    | * 1969 | Fólkaflokkurin    | Landesregierung Kaj Leo Johannesen I                                        |
| Januar 2011        | April 2011         | Jacob Vestergaard  | * 1961 | Fólkaflokkurin    | Landesregierung Kaj Leo Johannesen I                                        |
| Mai 2011           | September 2015     | Kaj Leo Johannesen | * 1964 | Sambandsflokkurin | Landesregierung Kaj Leo Johannesen I, Landesregierung Kaj Leo Johannesen II |
| 15. September 2015 | September 2019     | Poul Michelsen     | * 1944 | Framsókn          | Landesregierung Aksel V. Johannesen I                                       |
| 16. September 2019 | 8. November 2022   | Jenis av Rana      | * 1953 | Miðflokkurin      | Landesregierung Bárður á Steig Nielsen                                      |
| 22. Dezember 2022  | amtierend          | Høgni Hoydal       | * 1966 | Tjóðveldi         | Landesregierung Aksel V. Johannesen II                                      |